# دزد دریایی زیبارو
دزد دریایی زیبارو (ایتالیایی: La bella corsara) یک فیلم صامت ایتالیایی به کارگردانی ولادیمیرو د لیگوئورو است که در سال ۱۹۲۸ منتشر شد. از بازیگران آن می‌توان به رینا د لیگوئورو و بروتو کاستلانی اشاره کرد.